# Советское (Бабаюртовский район)
Сове́тское — село в Бабаюртовском районе Дагестана. Входит в сельское поселение «Сельсовет "Туршунайский"».

## География
Расположено в 7 км к западу от районного центра села Бабаюрт, в 3 км севернее реки Аксай. Вокруг села развитая сеть каналов; Старохасанаевский канал, расположенный западнее села, отделяет его от центра сельсовета — села Туршунай.

## Население
| 1959 | 1970 | 1989 | 2002 | 2010  | 2021  |
| ---- | ---- | ---- | ---- | ----- | ----- |
| 229  | ↗360 | ↗443 | ↗716 | ↗1057 | ↗1209 |

По данным Всероссийской переписи населения 2010 года:
| № | Национальность | Численность, чел. | Доля |
| - | -------------- | ----------------- | ---- |
| 1 | аварцы         | 1054              | 99 % |
| 2 | другие         | 3                 | 1 %  |

## Инфраструктура
В селе имеются школа, клуб, библиотека, фельдшерский пункт; запланировано строительство дома культуры.

## Транспорт
Основная автомобильная магистраль — дорога, соединяющая Бабаюрт и Туршунай.